# 井沼方
井沼方（いぬまかた）は、埼玉県さいたま市緑区の地名・大字のひとつであった。2006年（平成18年）に東浦和2丁目に編入され消滅した。郵便番号は、336-0921であった。

## 地理
当地区はさいたま市緑区東部の主に大宮台地（浦和大宮支台）上に位置していた。小字に鍵田・東谷・馬堤があり、井沼方団地や井沼方公園などの公園名として名を残している。江戸中期の民家である市指定文化財の旧蓮見家住宅（さいたま市立浦和くらしの博物館民家園に移設）や、縄文〜弥生期の住居跡の遺跡である井沼方遺跡があった。

### 河川
- 大間木排水路（暗渠） - 赤堀排水路とも。地区の概ね東境を流れていた。
- 中尾排水路（暗渠） - 地区の概ね西境を流れていた。

## 沿革
もとは江戸期より存在した武蔵国足立郡木崎領に属する井沼方村であった。元禄年間に大谷口・中尾・柳崎村とともに一村から分村され成立した。村高は『元禄郷帳』では100石余であった。助郷は中山道浦和宿に出役していた。村の規模は東西3町余、南北4町余で、化政期の戸数は14軒であった。
- 発足時は幕府領で以降変遷無し[5]。
- 幕末時点では足立郡井沼方村であった。明治初年の『旧高旧領取調帳』の記載によると、代官大竹左馬太郎支配所が管轄する幕府領であった[6]。
- 1868年（慶応4年）6月19日 - 幕府領が武蔵知県事・山田政則（忍藩士）の管轄となる。
- 1869年（明治2年） 
  - 1月13日 - 武蔵知県事・宮原忠英の管轄区域に大宮県を設置、同県の管轄となる。県庁は東京府馬喰町に置かれる。
  - 9月29日 - 県庁が浦和に置かれ浦和県に改称。
- 1871年（明治4年）11月13日 - 第1次府県統合により埼玉県の管轄となる。
- 1879年（明治12年）3月17日 - 郡区町村編制法により成立した北足立郡に属す。郡役所は浦和宿に設置。
- 1889年（明治22年）4月1日 - 町村制施行により、井沼方村、大牧村、中尾村、大間木村、下山口新田、蓮見新田が合併し、尾間木村が成立、尾間木村の大字井沼方となる[7]。（明治の大合併）
- 1940年（昭和15年）4月17日 - 尾間木村が三室村と共に浦和市に編入され[8]、浦和市の大字となる。
- 1958年（昭和33年） - 県営浦和井沼方住宅（56戸）が1960年（昭和35年）にかけて字東谷に建設される[5]。
- 2001年（平成13年）5月1日 - 浦和市が大宮市、与野市と合併し、さいたま市の大字となる。
- 2002年  (平成14年) 12月7日 - 東浦和第一土地区画整理事業完成。明神社脇の通りを境に[9]、井沼方団地などがある地区の東側が東浦和2丁目1〜25番地に住居表示変更。
- 2003年（平成15年）4月1日 - さいたま市が政令指定都市に移行し当地区はさいたま市緑区の大字となる。
- 2006年（平成18年）9月16日 - 2002年に東浦和2丁目に変更しなかった地区を東浦和2丁目26〜79番地に住居表示変更し消滅[10][11]。

## 施設
- イーストシティかえで街（一部）[9]
- イーストシティみずき街
- 井沼方自治会館
- 明神社
- 熊野社権現神社
- 井沼方南公園
- 鍵田公園[9]
- 阿弥陀堂

## 交通

### 鉄道
- 当地区を南北に分断するようにJR武蔵野線が貫通するが、駅はない。現在、最寄り駅としては、東浦和駅が東浦和地区にある。また、南区大谷口の明花地区に新駅を設置する動きもある。地区内に「井沼方」バス停[9]が設置されていた。

### 道路
国道および主要地方道、県道は当地区には存在しない。
- 東浦和駅南通り